# Ceneo
Según el Tanaj (Antiguo Testamento), los ceneos o kenitas (en hebreo, sing. קני Qeny; pl. קינים Qynym, en griego, Κενί/Κιναῖος Kení/Kinaios, en latín, Ceni/Cinaeus) fue el nombre colectivo de una tribu de la península del Sinaí que convivió armónicamente con los israelitas en  Canaán. Narrado desde el  periodo de los Jueces, alcanzaron su mayor protagonismo en la época monárquica de Israel y Judá, principalmente en el tiempo previo a la caída del Primer Templo, hasta que su rastro desaparece de la narrativa bíblica tras el retorno de los judíos del exilio babilónico. Aparentemente, los ceneos compartieron el exilio en Babilonia y la restauración, pero ya no aparecen más como una tribu distinta, probablemente fueron asimilados por los judíos.
Uno de los ceneos más reconocidos es Jetró, suegro de Moisés, quien fue pastor y sacerdote en la tierra de Madián. La Biblia indica que los ceneos y los israelitas entraron juntos a Canaán luego de que Moisés los invitara a compartir la tierra de Israel. Ciertos grupos de ceneos se asentaron entre la población israelita, incluidos los descendientes de los ceneos de Moisés.

## Origen

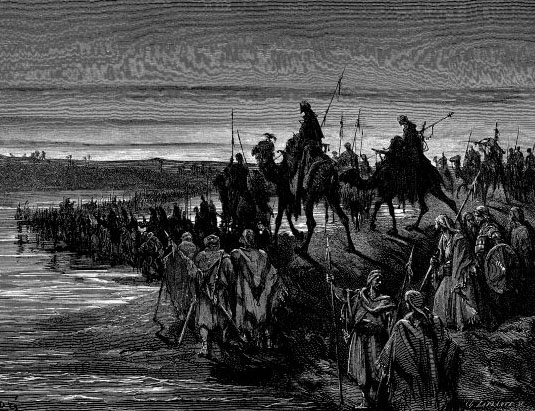
Se puede inferir que los cineos cruzaron el Jordán junto a los israelitas así como algunos egipcios. Los israelitas cruzan el Jordán por Gustave Doré (d. 1883)

Aunque los ceneos aparecen y toman protagonismo con Moisés, estos son nombrados por primera y única vez en el Génesis.

En aquel día Yahveh hizo un pacto con Abram, diciendo: A tu descendencia he dado esta tierra, desde el río de Egipto hasta el río grande, el río Éufrates: la tierra de los ceneos, los cenezeos, los cadmoneos, los heteos, los ferezeos, los refaítas.
Génesis 15:18-20

El personaje bíblico más antiguo al que se le aplica el adjetivo de ceneo es a Jetró, esto en el Libro de los Jueces:

Jueces I, 16. Los hijos de Jetro cieno, suegro de Moisés, subieron desde la Ciudad de las palmas (Ir Hatmarin) con los hijos de Judá al desierto de Judá, que está al sur de Arát; y allí fueron y vivieron como pueblo

La ascendencia cinea del linaje de Yetro se confirma en otros dos pasajes bíblicos, uno en el libro de los jueces y otro por asociación al nombre de Hobab en el Libro de los Números: 

Y dijo Moisés a Hobab, hijo de Reuel madianita, suegro de Moisés: "Nosotros partiremos hacia el lugar que Yahveh prometió. Ven con nosotros y te favoreceremos, porque Yahveh prometió favorecer a Israel".
Números 10:29

Jueces IV: 11 Y Jeber el cineo, de los hijos de Hobab suegro de Moisés, se había separado de  los demás cineos, y había plantado sus tiendas en el valle de Zaanaim, que está junto a Cades.

Siendo entonces los ceneos descritos como descendientes de Jetró, que a su vez era madianita, podemos deducir que los ceneos eran semitas, los madianitas eran los descendientes de Madian, hijo de Abraham y su concubina Keturá.

## Ubicación geográfica
Acorde con la Biblia el pueblo cineo debió transitar junto al israelita durante el largo periplo rumbo a la tierra de Canaán:

Números X: 30 Mas Hobab le respondió a Moisés: “No, me iré a mi tierra con mi parentela”. 31 Pero Moisés insistió,: No nos dejes, te lo ruego, porque sabes bien como acampar en el desierto, y puedes ser nuestro guía. 32 Además, si vienes con nosotros compartirás los beneficios que nos concede el Eterno”.

Después de haber concluido la historia narrada en el Pentateuco, los cineos debieron cruzar el Jordán junto a los israelitas acaudillados por Josué, y en principio debieron instalarse en la Ciudad de las palmas (Ir Hatmarin), también conocida como Hammath a orillas del Mar de Chinnereth (actualmente Mar de Galilea) como nos lo dejaba ver la anterior cita de Jueces I, esto también nos lo confirma un pasaje del Libro Primero de las Crónicas:

I Crónicas II: 55 … Y fueron los cineos, quienes salieron de Hammath, el origen de la casa de Recab.

La misma cita que narra la ubicación de los cineos en tiempo de los jueces también nos relata el momento en que ellos proceden a asentarse en tierras de la tribu de Judá, territorios en los que debieron vivir hasta la época de la desaparición del Reino de Judá, donde el profeta Jeremías nos los describe, bajo el nombre de recabitas, acampando junto al templo durante al asedio a Jerusalén por las fuerzas de Nabucodonosor.

## Historia junto a los israelitas
Aparte del importante papel que ejerció Jetro y su progenie como familia de Moisés, otros cineos también alcanzaron un protagonismo secundario en asocio a la nación israelita o alguna mención en la Biblia.
En primera medida está Heber el cineo, pero principalmente Jael (Yael), su esposa, la cual fue determinante en la batalla de los Jueces Débora y Barac en contra de Sísara, general del ejército de Jabín, rey cananita de la ciudad de Asor. Derrotadas las tropas de Sísara este procedió a huir a pie, buscando refugio en la tienda de Yael, pues pensaba que los cineos eran neutrales en el conflicto. Usando su astucia Yael procedió a ofrecerle leche a Sisara, con lo que consiguió que este se durmiera, acto seguido ella le clavó una estaca en la sien. Con este acto no solo se consiguió un periodo de paz para el pueblo israelita sino que se dio cumplimiento a la profecía revelada a Barac por el Eterno a través de Débora, según la cual Barac ganaría la batalla pero por su desconfianza la gloria sería entregada a una mujer. (Jueces IV - V)
Tiempo después, instaurada la monarquía, los cineos son advertidos por el rey Saúl para que abandonen sus emplazamientos ante la eventual batalla contra los amalecitas, pues el rey reconoce su solidaridad pasada para con el pueblo de Israel y teme que en medio del combate los cineos sean lastimados (I Samuel XV: 6:).
Posteriormente, en la época de los dos reinos, los cineos adquieren un papel protagónico en la campaña del rey Jehú contra los adoradores de Baal por medio de Jonadab (Yehonadav bn Rejav). Afanado de mostrar su celo a Dios, Jehú con ayuda de Jonadab tiende una trampa a los sacerdotes y adoradores de Baal, convocándolos a todos al templo del falso dios y teniéndolos a todos reunidos en dicho lugar los israelitas y los recabitas tienden una emboscada y proceden luego a pasarlos por la espada (II Reyes X: 15 – 29). 
En el tiempo del asedio al Primer Templo, los cineos, ahora llamados recabitas, representados por Jazanías (Yaazaniyá) y su familia son usados por Jeremías como ejemplo de celo y temor a los principios morales en comparación al disoluto estilo de vida de los israelitas y su falta de fidelidad para con la Ley. En este capítulo también se nos mostrará a Jonadab como el gran legislador del pueblo cineo. Para ese entonces la violencia que acometía al reino de Judá había hecho que los cineos se desplazaran al interior de las murallas jerosolimitanas.
La última mención que en el Tanaj se hace de los recabitas procede del libro de Nehemías, donde se señala que Malquias el recabita, jefe de la comunidad de Bet Hakarem (Hakarem) ayudó en la reedificación de Jerusalén, construyendo el portón de los desperdicios (Nehemías 3:14).

## El código de vida cineo – recabita
El profeta Jeremías en Jeremías XXXV: 5 -9 hace una descripción detallada de las principales reglas de conducta al interior del pueblo cineo:

Jeremías XXXV: 5 Y puse delante de los hijos de la familia de los recabitas tazas y copas llenas de vino, y les dije: Bebed vino. 6 Mas ellos dijeron: No beberemos vino; porque Jonadab hijo de Recab nuestro padre nos ordenó diciendo: No beberéis jamás vino vosotros ni vuestros hijos; 7 ni edificaréis casa, ni sembraréis sementera, ni plantaréis viña, ni la retendréis; sino que moraréis en tiendas todos vuestros días, para que viváis muchos días sobre la faz de la tierra donde vosotros habitáis. 8 Y nosotros hemos obedecido a la voz de nuestro padre Jonadab hijo de Recab en todas las cosas que nos mandó, de no beber vino en todos nuestros días, ni nosotros, ni nuestras mujeres, ni nuestros hijos ni nuestras hijas; 9 y de no edificar casas para nuestra morada, y de no tener viña, ni heredad, ni sementera. 10 Moramos, pues, en tiendas, y hemos obedecido y hecho conforme a todas las cosas que nos mandó Jonadab nuestro padre.

Dos principales interpretaciones surgen en torno al estilo de vida de los recabitas. 
Al señalarlos en otros pasajes bíblicos su condición de escribas se les podía poner en asocio con las funciones de los levitas, esta relación tan estrecha con la Ley los conminaba a la renuncia a toda clase de posesión material y buscando ser fieles seguidores de los profetas y adherentes radicales al Yahvismo.    
Por otro lado, la obligación de vivir en tiendas y de no explotar la tierra por medio de la actividad agrícola podía obedecer a un pacto con los israelitas, por medio del cual se buscaba que los cineos no pudieran tomar posesión de la tierra de Israel al ser considerados extranjeros tal como lo expresa la cita de Jeremías. Esta clase de pacto era muy común entre los pueblos semitas y otros de medio oriente, casos similares ocurrían con los zoroastrianos, a quienes en muchas naciones se les dejó establecer y vivir en paz bajo la condición de no poder hacer conversiones a la fe de Zaratustra. 
Pero un hecho claro es que ya sea por un pacto, o por convicciones religiosas en rechazo a la vida sedentaria de los recabitas llegaron al extremo de negarse a vivir en casas cuando se vieron obligados a refugiarse en Jerusalén.
La abstención de beber vino y por consonancia de la embriaguez no tiene una razón clara, puede obedecer a las restricciones y reservas que habitualmente algunos pueblos semitas han tenido hacia la ingesta de alcohol.

## ¿Elias el cineo?
En el libro historia del pueblo judío Hayin Tadmor maneja la tesis de que el profeta Elías pudo haber sido un cineo, argumentando esto en su lucha sin descanso contra los adoradores del falso dios Baal así como en su estilo de vida itinerante y sin apego a cosas materiales. Si bien el hecho de que Elias fuera cineo es una teoría un hecho fue la alta participación de los cineos dentro del movimiento Yavista liderado por el profeta y su sucesor Eliseo.

## Historia de los bienaventurados
La historia de los bienaventurados o historia de los recabitas es una leyenda contenida en un libro pseudoepigráfico del Tanaj basada en la tradición de la haggadah judía acerca del capítulo 35 del libro de Jeremías. Se propagó mucho en los primeros siglos de la era común, como lo prueban sus múltiples traducciones en lenguas antiguas. Las más importantes copias que se conservan son las versiones cóptica, griega y siriaca.
La versión cóptica, titulada historia de los benditos de los tiempos de Jeremías, es la más extensa y comprende tres partes: descripción de las persecuciones de los recabitas en tiempos de Jeremías por el rey Sedecias, su confinamiento en una prisión a la que los había lanzado el rey al no querer renunciar a la severidad de su vida y la fuga y posterior éxodo de los recabitas producido en medio de milagros rumbo a una isla donde fundan una sociedad utópica que asemejaba la vida en el paraíso bíblico.
Las leyenda sobre los recabitas contiene tantas elementos comunes con los escritos de Qumram que algunos estudiosos han lanzado la hipótesis de que constituye una transposición de la historia de los esenios. Sin embargo los materiales paralelos se encuentran también en la literatura rabínica.
En el siglo IV aparecieron otras leyendas según las cuales algunos monjes habrían sido trasportados de forma milagrosa a la isla de los recabitas.

## Nombres cineos
Por medio de la Biblia podemos establecer una lista de nombres cineos o relacionados con ellos, tal es el caso de:
- Jetro (Yitró) ♂
- Jebér (Jever)♂
- Jobab (Jovaav)♂
- Jaél (Yael) ♀
- Jonadab (Yehonadav)♂
- Recab (Rejab)♂
- Séfora (Tzífora) ♀
- Jeter (Yetér)♂
- Sení (Qení)♂
- Putiel ♂
- Jazanías (Yaazaniyá)♂
- Jabasiniás (Jabatziniyá)♂
- Malquias (Malkí)♂